# Carminha Brandão
Maria do Carmo Brandão, conhecida pelo nome artístico de Carminha Brandão (Raul Soares, 21 de julho de 1921 — São Paulo, 22 de fevereiro de 2011), foi uma atriz brasileira, com atuações no teatro e na televisão. Foi premiada, em 1967, com o Troféu Imprensa de melhor atriz por sua atuação em Anjo Marcado.

## Carreira
No teatro, Carminha formou-se pelo Tablado no final dos  e atuou em várias montagens das companhias Teatro Brasileiro de Comédia e Teatro dos Sete, fundado pelo diretor Gianni Ratto e os atores com Fernanda Montenegro, Fernando Torres, Ítalo Rossi e Sérgio Brito.
Um destaque em sua carreira foram os prêmios que recebeu por sua atuação na peça "A casa de Bernarda Alba", de García Lorca. Carminha também teve atuações marcantes em montagens como "O Baile dos Ladrões", de Jean Anouih, e "Tom Paine", de Paul Foster.
Estreou em novelas, em 1963 na TV Rio em A Morta Sem Espelho, escrita por Nelson Rodrigues. A produção tinha um grande elenco, encabeçado por Fernanda Montenegro.
Mudou-se para São Paulo e fez Marcados pelo Amor na TV Record. Foi para a TV Excelsior e lá atuou em grandes sucessos da época como Anjo Marcado, Almas de Pedra, O Terceiro Pecado e Sangue do Meu Sangue, entre outras.
Sua interpretação em Anjo Marcado lhe rendeu o Troféu Imprensa de Melhor Atriz de 1967. A autora da novela, Ivani Ribeiro, passou a escrever sempre um papel para Carminha em todas as suas novelas seguintes.
Foi também presença marcante em várias novelas da TV Tupi como Camomila e Bem-Me-Quer, Mulheres de Areia, A Barba-Azul, A Viagem (1975) e O Profeta (1977), sendo uma das atrizes preferidas da autora Ivani Ribeiro. Seu último trabalho em novelas foi na TV Bandeirantes em Maçã do Amor.
Na década de 1960. foi namorada do ator Francisco Cuoco. Depois, casada com o ex-ator e delegado de polícia Hilquias de Oliveira, se afastou da carreira na primeira metade da década de 1980, após sofrer um deslocamento de retina, não tendo mais atuado. Nos últimos anos de vida, Carminha sofria do mal de Alzheimer e faleceu de pneumonia em 22 de fevereiro de 2011.

## Teatro
Alguns trabalhos no teatro foram: A História de Tobias e de Sara, O Baile dos Ladrões, Divórcio para Três, Nossa Vida com Papai, Os Interesses Criados, Rua São Luiz, 27 - 8º Andar, A Muito Curiosa História da Virtuosa Matrona de Éfeso, Vestir os Nus, Um Panorama Visto da Ponte, Senhorita Júlia, Romanoff e Julieta, Patate, Quando se Morre de Amor, Cristo Proclamado, O Mambembe, Com a Pulga Atrás da Orelha, O Beijo no Asfalto.

## Filmografia

### Na televisão
| Ano       | Título                      | Personagem             |
| --------- | --------------------------- | ---------------------- |
| 1983      | Maçã do Amor                | Sueli Cardoso          |
| 1980      | Cavalo Amarelo              | Gildete Sampaio (Dedé) |
| 1978      | Aritana                     | Fani                   |
| 1977      | O Profeta                   | Celina do Prado        |
| 1977      | Éramos Seis                 | Laila                  |
| 1976      | O Julgamento                | Carlota Azeredo        |
| 1975      | A Viagem                    | Guiomar                |
| 1975      | Ovelha Negra                | Isabel                 |
| 1974      | A Barba Azul                | Ofélia                 |
| 1974      | Os Inocentes                | Nazaré                 |
| 1973      | Mulheres de Areia           | Baby                   |
| 1972      | Camomila e Bem-me-Quer      | Helena                 |
| 1971      | Quarenta Anos Depois        | Mariana                |
| 1971      | Pingo de Gente              | Lorena Magalhães       |
| 1971      | Minha Doce Namorada         | Dona Mirtes            |
| 1969      | Sangue do Meu Sangue        | Mariana                |
| 1968      | O Terceiro Pecado           | Paula                  |
| 1968      | Os Diabólicos               | Emília                 |
| 1967      | O Morro dos Ventos Uivantes | Helen                  |
| 1967      | O Tempo e o Vento           | Henriqueta Terra       |
| 1966      | Almas de Pedra              | Noêmia                 |
| 1966      | Anjo Marcado                | Leonor                 |
| 1964      | Marcados pelo Amor          | Carolina               |
| 1963      | A Morta Sem Espelho         | —                      |
| 1956-1959 | Grande Teatro Tupi          | Vários personagens     |

### No teatro[4]
- 1967 - Marat / Sade
- 1966 - Oh, Que Delícia de Guerra!
- 1964/1965 - Boeing, Boeing
- 1962 - O Homem, a Besta e a Virtude
- 1961/1962 - O Beijo no Asfalto
- 1961 - O Médico Volante
- 1961 - O Velho Ciumento
- 1960 - Com a Pulga Atrás da Orelha
- 1960 - Cristo Proclamado
- 1960 - O Mambembe
- 1959/1960 - Quando Se Morre de Amor
- 1959 - Romanoff e Julieta
- 1959 - Patate
- 1959 - Senhorita Júlia
- 1958 - Rua São Luiz, 27 - 8º Andar
- 1958 - Pedreira das Almas
- 1958 - Um Panorama Visto da Ponte
- 1958 - Vestir os Nus
- 1958 - A Muito Curiosa História da Virtuosa Matrona de Éfeso
- 1957 - Os Interesses Criados
- 1957 - Nossa Vida com Papai
- 1956 - Divórcio para Três
- 1956 - A Casa de Chá do Luar de Agosto
- 1955 - A História de Tobias e de Sara
- 1955 - O Baile dos Ladrões